# Хербицид
Хербицидите са група пестициди, предназначени за унищожаване на тревисти плевели. Названието им произлиза от латинските думи herba – трева и cideo, ere – убивам.
Хербицидите могат да се използват за унищожаване на плевелите по храстовите и дървесните култури (малини, лозя, овощи) през цялата година. При тях единственото ограничение в употребата е съдържанието на хербицида в земеделските продукти да не превишава максимално допустимите стойности.
Защитата на тревистите селскостопански култури с използването на хербициди е далеч по-сложна. Те трябва да се дозират и прилагат по начин, който в никаква степен не повлиява полезните растения. В противен случай селскостопанските култури може да дадат много по-ниски добиви, от очакваните и фермерът да понесе сериозни икономически загуби.
Напоследък хербицидите все по-често се използват за премахване на нежелани затревявания по тротоари, строителни площадки, пътища и др. Тази употреба може сериозно да увреди околната среда, когато се осъществява без консултация с агроном или друг висококвалифициран експерт.